# Brisbane Challenger 1989
Il Brisbane Challenger 1989 è stato un torneo di tennis facente parte della categoria ATP Challenger Series nell'ambito dell'ATP Challenger Series 1989. Il torneo si è giocato a Brisbane in Australia dal 25 settembre al 1º ottobre 1989 su campi in cemento.

## Vincitori

### Singolare
Todd Woodbridge ha battuto in finale  Scott Warner con il punteggio di 7–6, 6–3

### Doppio
Desmond Tyson /  Brett Custer hanno battuto in finale  Shane Barr /  Ted Scherman con il punteggio di 6–3, 6–7, 6–1